# Sajókápolna, Borsod-Abaúj-Zemplén
Sajókápolna este un sat în districtul Miskolc, județul Borsod-Abaúj-Zemplén, Ungaria, având o populație de 391 de locuitori (2011). 

## Demografie
Componența etnică a satului Sajókápolna
     Maghiari (97,78%)
     Romi (2,22%)
Componența confesională a satului Sajókápolna
     Reformați (43,48%)
     Romano-catolici (10,74%)
     Fără religie (7,16%)
     Greco-catolici (1,02%)
     Necunoscută (36,83%)
     Atei (0,77%)
Conform recensământului din 2011, satul Sajókápolna avea 391 de locuitori. Din punct de vedere etnic, majoritatea locuitorilor (97,78%) erau maghiari, cu o minoritate de romi (2,22%). Nu există o religie majoritară, locuitorii fiind reformați (43,48%), romano-catolici (10,74%), persoane fără religie (7,16%) și greco-catolici (1,02%). Pentru 36,83% din locuitori nu este cunoscută apartenența confesională.